# Ярнути (гміна Візна)
Ярнути (пол. Jarnuty) — село в Польщі, у гміні Візна Ломжинського повіту Підляського воєводства.
Населення — 24 особи (2011).
У 1975-1998 роках село належало до Ломжинського воєводства.

## Демографія
Демографічна структура станом на 31 березня 2011 року:
|          | Загалом | Допрацездатний вік | Працездатний вік | Постпрацездатний вік |
| -------- | ------- | ------------------ | ---------------- | -------------------- |
| Чоловіки | 12      | 2                  | 9                | 1                    |
| Жінки    | 12      | 1                  | 4                | 7                    |
| Разом    | 24      | 3                  | 13               | 8                    |